# Церковь Андрея Первозванного (Красный Сулин)
Церковь Андрея Первозванного — церковь в городе Красный Сулин. Построена в 1888 году, разрушена в 1966 году.
Адрес храма:  Россия, Ростовская обл., Красносулинский район, г. Красный Сулин, ул. Кронштадтская, 5 .

## История
В 1870-х годах около поселка Сулиновского был построен завод, из-за чего население посёлка быстро увеличилось. Для духовного окормления верующих в поселке было необходимо построить православный храм.
Церковь Андрея Первозванного была построена  в 1872 году на средства правнучки Андрея Сулина, Веры Андреевны Юдиной, которая пожертвовала родовой дом Сулиных Сулиновскому крестьянскому обществу под сооружение церкви Святого Апостола Андрея Первозванного. На эти средства в Сулине была построена каменная церковь. В 1882 году к церкви была пристроена колокольня. В новой церкви были каменные стены, деревянные купол и фонарь,  железная кровля с тремя главами, на которых возвышались 3 железных креста. Вокруг церкви была каменная ограда. Иконостас и царские двери включали изображения Спасителя, божьей Матери и других святых.
В церкви было три престола. Главный престол освящен во имя Св. Апостола Андрея Первозванного; южный, построенный в 1898 году – во имя Св. Пантелеймона; северный, построенный в 1898 году – в честь Похвалы Пресвятой Богородицы.
В соответствии с указом святейшего Синода Андреевской церкви штат храма состоял из 2-х священников, дьякона, 2-х псаломщиков. Первым священником храма Андрея Первозванного стал Пётр Попов.
В 1910 году храм был отремонтирован, вокруг него была сооружена железная ограда на каменном фундаменте.
При храме работала церковно-приходская школа, была библиотека.
4 августа 1963 года храм был закрыт и службы в нём больше не проводились, его церковная утварь и икон перевезли в Свято-Покровский храм в поселке Казачий. В 1966 году в храме случился пожар, от которого он был разрушен.

## Святыни
Евангелие на Александрийской бумаге; крест серебровызолоченный 84 пробы.